# Лангквайд
Лангквайд (нім. Langquaid) — громада в Німеччині, знаходиться в землі Баварія. Підпорядковується адміністративному округу Нижня Баварія. Входить до складу району Кельгайм. Центр об'єднання громад Лангквайд.
Площа — 56,63 км2. Населення становить 5842 ос. (станом на 31 грудня 2020).

## Галерея

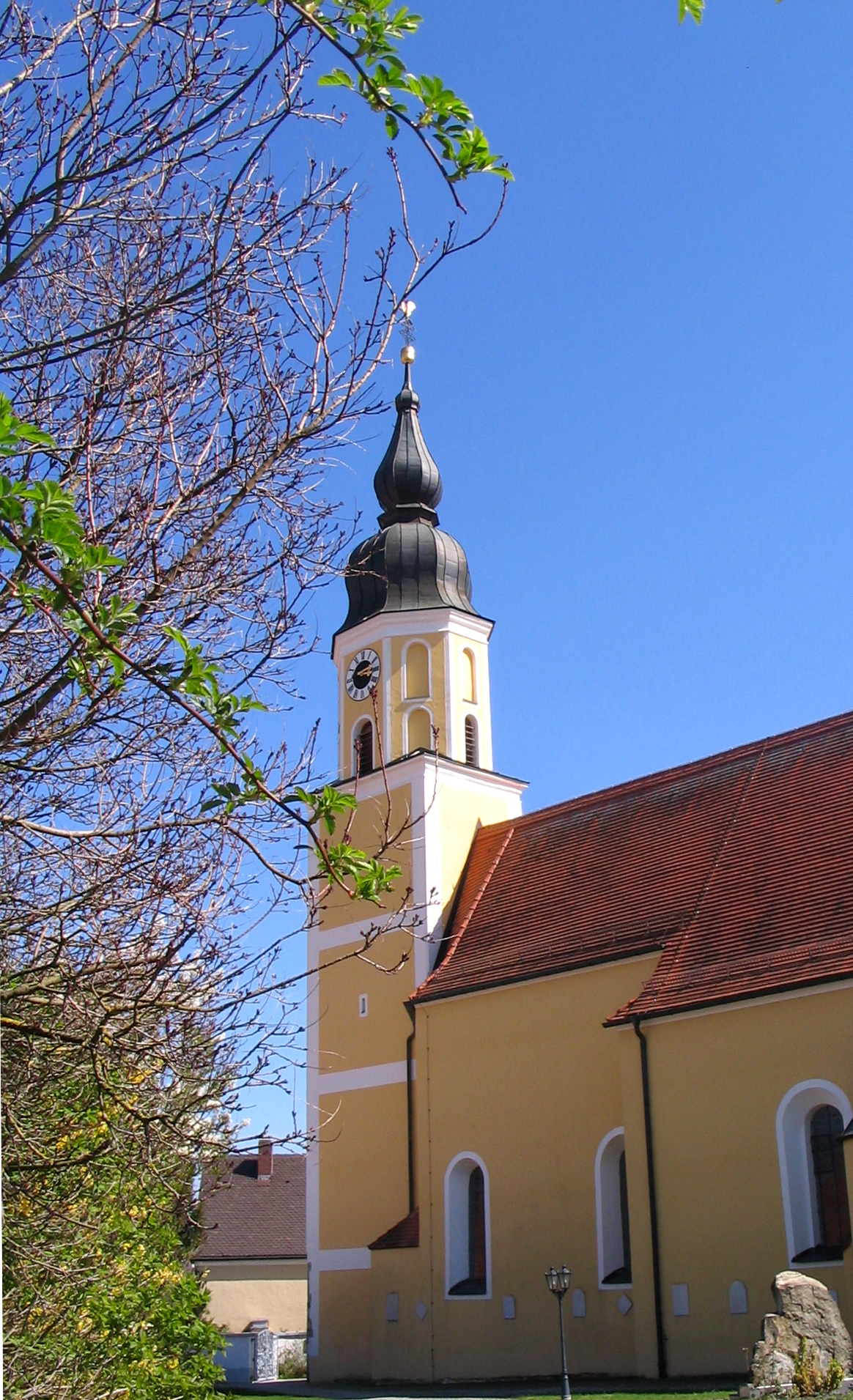
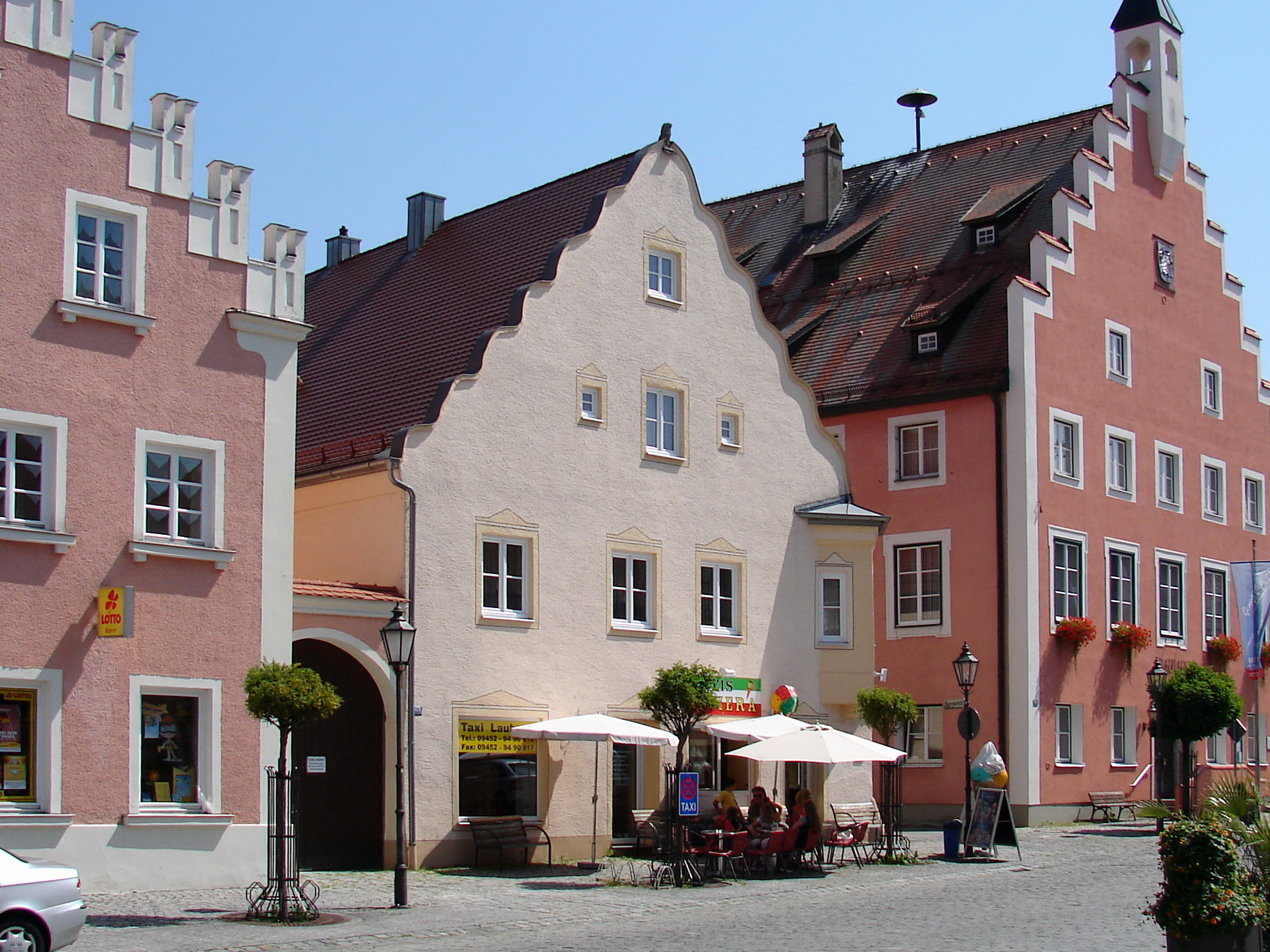